# Kungla (Valjala)
Kungla – wieś w Estonii, w prowincji Sarema, w gminie Valjala.